# Саво (име)
Саво је мушко име које се налази на јужнословенском, албанском и италијанском говорном подручју. Може бити сродна Сави или Савију.
Познати људи са именом су:
- Саво Фатић (1889–1948), црногорски и југословенски правник
- Саво Газивода (рођен 1994), црногорски фудбалер
- Саво Климовски (рођен 1947), македонски адвокат и политичар
- Саво Милошевић (рођен 1973), српски фудбалски менаџер и играч
- Саво Накићеновић (1882–1926), српски свештеник и научник
- Саво Павићевић (рођен 1980), црногорски фудбалер српског порекла
- Саво Раковић (рођен 1985), српски фудбалер
- Саво Штрбац (рођен 1949), хрватски српски адвокат и писац
- Саво Златић (1912–2007), хрватски лекар, политичар и шаховски композитор